# Liste nationaler Eishockeymeister 1909
Diese Liste enthält die Landesmeister im Herren-Eishockey der Saison 1908/1909. Aufgeführt sind nationale Meister der Länder, die zu diesem Zeitpunkt Vollmitglied der im Mai 1908 gegründeten IIHF waren. Ersatzweise wird der Gewinner der höchsten Liga aufgeführt, wenn ein nationaler Meister nicht explizit ermittelt wird (z. B. ECAHA-Gewinner in Nordamerika).

## IIHF-Gründungsmitglieder
| Land           | Meister bzw. Titelträger            | Vizemeister                                         |
| Belgien        | keine Meisterschaft ausgetragen     | keine Meisterschaft ausgetragen                     |
| Böhmen         | SK Slavia Prag                      | Spolek pro zimní sporty (deutsch Wintersportverein) |
| Frankreich     | keine Meisterschaft ausgetragen     | keine Meisterschaft ausgetragen                     |
| Großbritannien | kein Britischer Meister ausgespielt | kein Britischer Meister ausgespielt                 |
| Schweiz        | HC Bellerive Vevey                  | HC La Villa                                         |

## Weitere Meisterschaften
| Land   | Wettbewerb                                | Meister bzw. Titelträger    | Vizemeister |
| Kanada | Allan Cup                                 | Kingston Queen’s University |             |
| Kanada | Eastern Canada Amateur Hockey Association | Ottawa Senators             |             |